# ThreadX
Azure RTOS ThreadX es un sistema operativo en tiempo real (RTOS) embebido altamente determinístico, programado en su mayor parte en lenguaje C.

## Visión general
ThreadX fue originalmente desarrollado y vendido por Express Logic de San Diego, California, Estados Unidos. El autor de ThreadX es William Lamie que a su vez desarrolló Nucleus RTOS en 1990, W. Lamie fue Presidente y CEO de la empresa Express Lógic.
Express Logic fue adquirida por una suma no desvelada por parte de Microsoft el 18 de abril de 2019.

## Plataformas soportadas
* Analog Devices
- - Blackfin
  - CM4xx
  - Precision Microcontrollers
  - SHARC
  - ULP Microcontrollers

- Andes
  - RISC-V

- ARM
  - ARM7
  - ARM9
  - ARM Cortex-A
  - ARM Cortex-R
  - ARM Cortex-M
  - ARM Cortex-A 64-bit
  - ARMv8M TrustZone

- Cadence
  - Xtensa

- CEVA
  - TeakLite-III

- eSi-RISC
  - eSi-16x0
  - eSi-32x0

- Infineon
  - XMC1000
  - XMC4000

- Intel
  - Nios II
  - Cyclone
  - Arria 10
  - x86

- Microchip
  - AVR32
  - PIC24
  - dsPIC33
  - PIC32
  - SAM C-V
  - SAM9
  - SAMA5

- MIPS
  - MIPS32 4Kx
  - MIPS32 14Kx
  - MIPS32 24Kx
  - MIPS32 34Kx
  - MIPS32 74Kx
  - MIPS32 1004Kx
  - interAptiv
  - microAptiv
  - proAptiv
  - M-Class

- NXP
  - ColdFire+/ColdFire
  - i.MX
  - Kinetis
  - LPC
  - PowerPC
  - S32

- Renesas
  - H8/300H
  - RX
  - RZ
  - SH
  - Synergy
  - V850

- ST
  - STM32F0
  - STM32F1
  - STM32F2
  - STM32F3
  - STM32F4
  - STM32F7
  - STM32L

- Silicon Labs
  - Gecko
  - Giant Gecko
  - Giant Gecko S1
  - Happy Gecko
  - Jade Gecko
  - Leopard Gecko
  - Pearl Gecko
  - Tiny Gecko
  - Wonder Gecko
  - Zero Gecko

- ARC
  - ARC 600
  - ARC 700
  - ARC EM
  - ARC HS

- Texas Instruments
  - C674x
  - C64x+
  - Hercules
  - MSP430
  - SimpleLink MSP432
  - Sitara
  - Tiva-C

- Xilinx
  - Microblaze
  - Zynq-7000
  - Zynq UltraScale+